# Usersnap
Usersnap es una empresa austríaca de desarrollo de aplicaciones web con sede en Linz, Austria. La compañía es principalmente conocida por su herramienta visual para seguimiento de errores y retroalimentación, la cual es utilizada por desarrolladores web, diseñadores web, y gerentes de atención al cliente en todo el mundo. Usersnap sirve a 1000 clientes a nivel mundial, incluyendo compañías tales como Microsoft, Facebook, Hawaiian Airlines, y Runtastic.
Usersnap fue mencionada en un artículo de la revista Forbes, escrito por Alison Coleman, como una de las compañías Europeas de emprendimiento a tener en cuenta.

## Historia
Usersnap fue fundada en el año 2013 por los dos hermanos Florian y Gregor Dorfbauer y Josef Trauner. La idea de Usersnap surgió de los fundadores al tener que afrontar retos de comunicación durante el desarrollo de aplicaciones web.
El producto surgió a partir de la idea de comunicarse mejor mediante una herramienta visual de comunicación y de hacer que el desarrollo web fuese más eficiente. Los tres fundadores comenzaron a trabajar en su producto a principios del año 2012. En el 2013 Usersnap recibió una inversión de parte de SpeedInvest. A continuación, se produjeron cuatro inversiones más de parte de Angel-Investors (Europa / Estados Unidos).[cita requerida]

## Programa para Seguimiento de Errores
El programa para Seguimiento de Errores Usersnap puede ser incorporado a cualquier sitio web. Le permite a los desarrolladores web mejorar el proceso de P&R (Preguntas y Respuestas) de los proyectos web.
Este programa crea capturas de pantalla del contenido actual del navegador y le permite a los usuarios crear anotaciones directamente en sus navegadores. Usersnap es una herramienta de comunicación visual que ayuda a comunicar problemas y compartir comentarios entre desarrolladores, clientes y todos los involucrados en un proyecto web.

## Comunicación Visual
Usersnap le permite a los usuarios comunicarse de manera visual. La idea detrás de esto es que nuestros cerebros pueden procesar información visual 80,000 veces más rápido que el texto. La intención de Usersnap es posibilitar que los usuarios exhiban problemas e ideas en lugar de explicarlos verbalmente. La herramienta para captura de pantalla representa una forma de evitar llenar interminables formularios y de enviar comentarios mediante el uso de un método fácil de Apuntar & Hacer Click.

## Clientes
Usersnap sirve a 1000 clientes a nivel mundial y es proveedor de compañías tales como Microsoft, Facebook, Hawaiian Airlines, Runtastic, pero también de universidades como La Universidad de Nueva York (NYU), La Universidad de Columbia, La Universidad Duke y La Universidad de Texas. Usersnap también es utilizado por organizaciones sin fines de lucro como el Organismo Internacional de Energía Atómica (IAEA por su sigla en inglés) y la Biblioteca Nacional de Nueva Zelanda.